# ГалАЗ-3209
ГалАЗ-3209 — 7-8-метровий автобус середнього класу українського виробництва, що випускається ТзОВ «Галицький автозавод» на шасі вантажівок Mercedes-Benz Vario та Mercedes-Benz T2 серії 800 з дизельним двигуном OM 904 LA (Euro 2) потужністю 136-177 к.с.. Приміські моделі відрізняються розмірами кузова: ГалАЗ-3209.10 при базі 4250 мм вміщує 26 пасажирів, а у 30-місного ГалАЗ-3209.60 база на 550 мм більше, що дозволило встановити в салоні додатковий ряд сидінь. У стандартній комплектації автобуси оснащують автономним нагрівником Webasto DWB 2016 і ГУР. На замовлення ГалАЗ комплектують тонованими вікнами, маршрутовказівниками і мягкими сидіннями.
Передні двері бувають автоматичні, задні з ручним відкриванням.
Автобуси комплектували колесами з посадочним розміром 17,5 дюймів.

## Модифікації

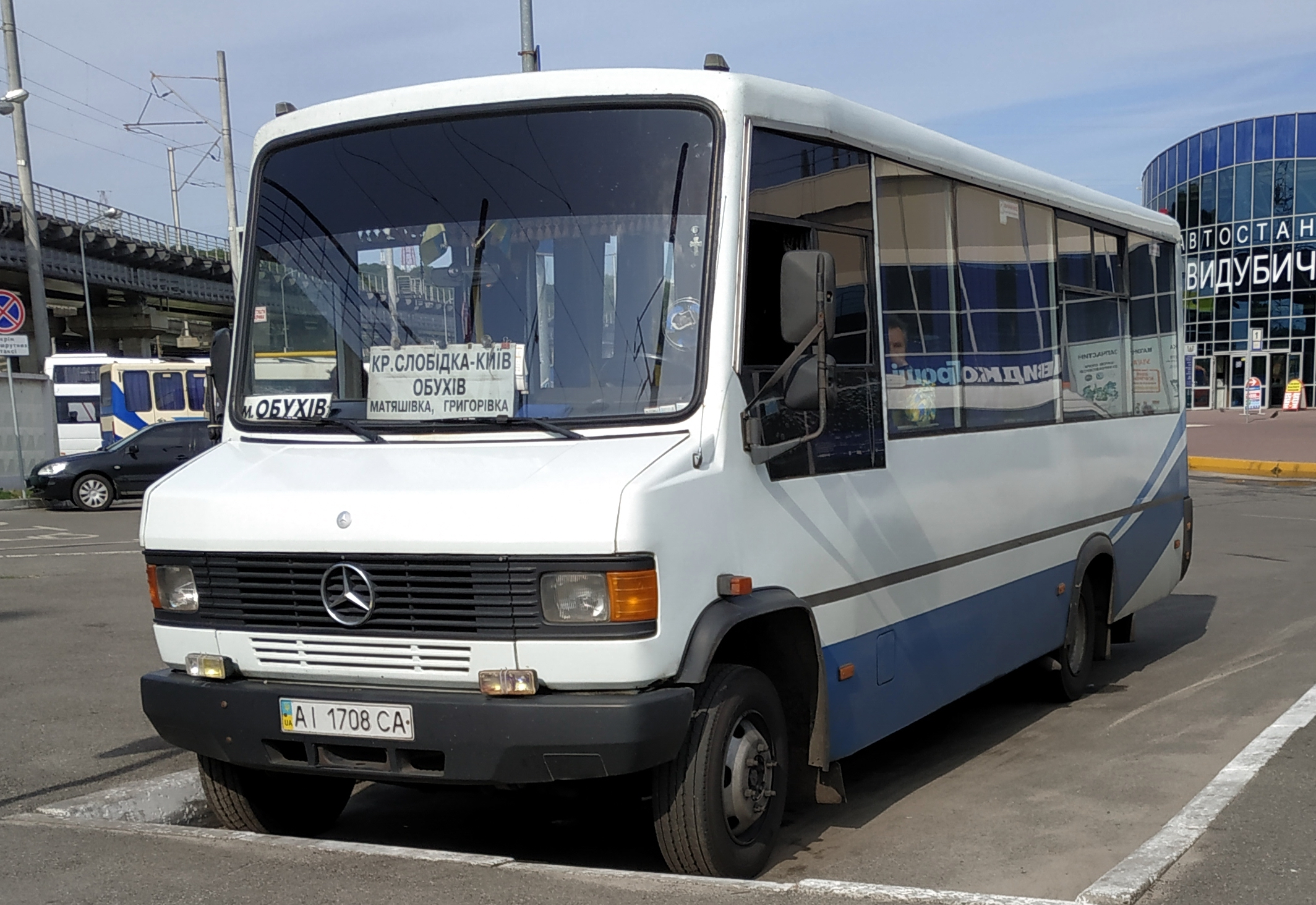
GalAZ 3209.10

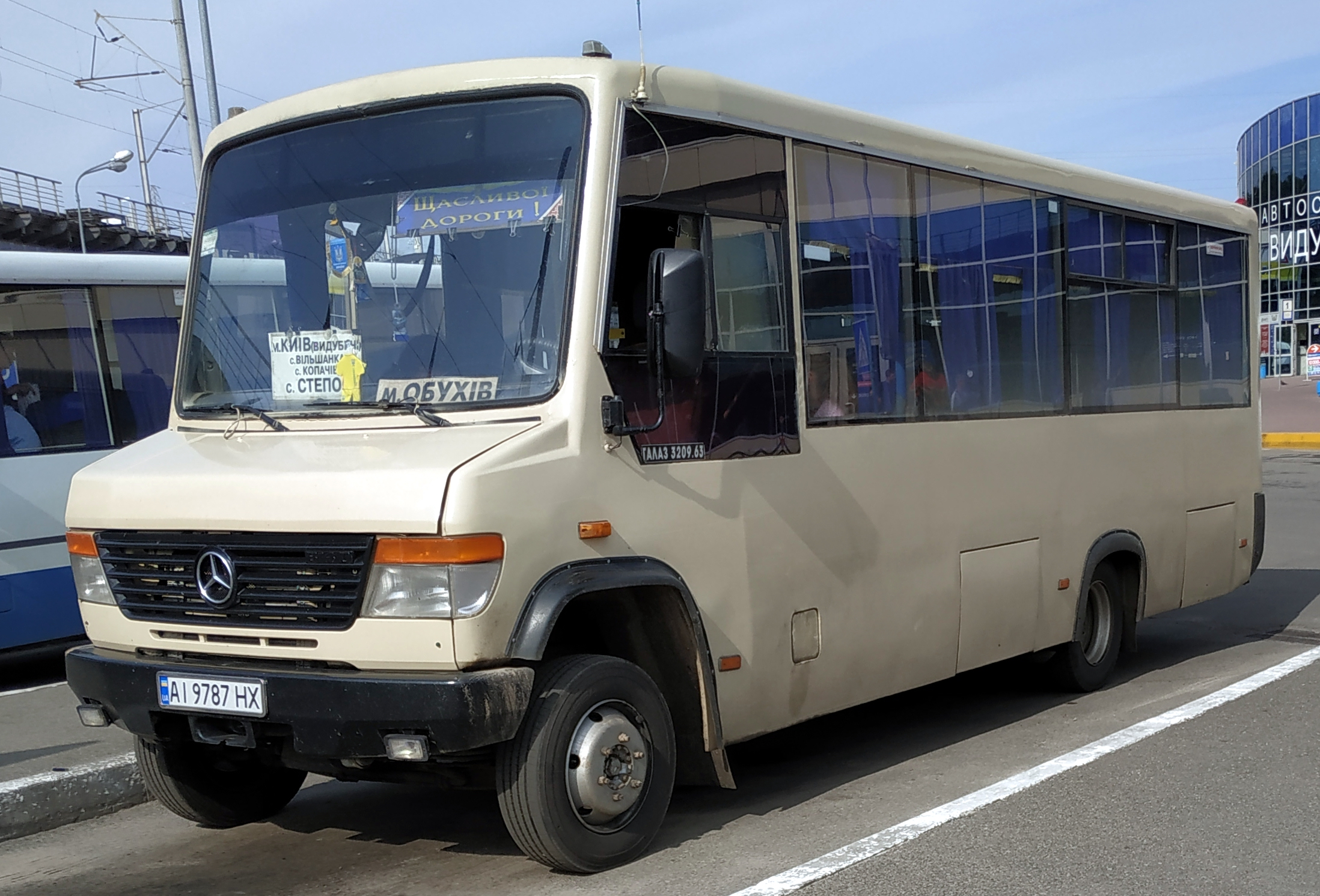
GalAZ 3209.63

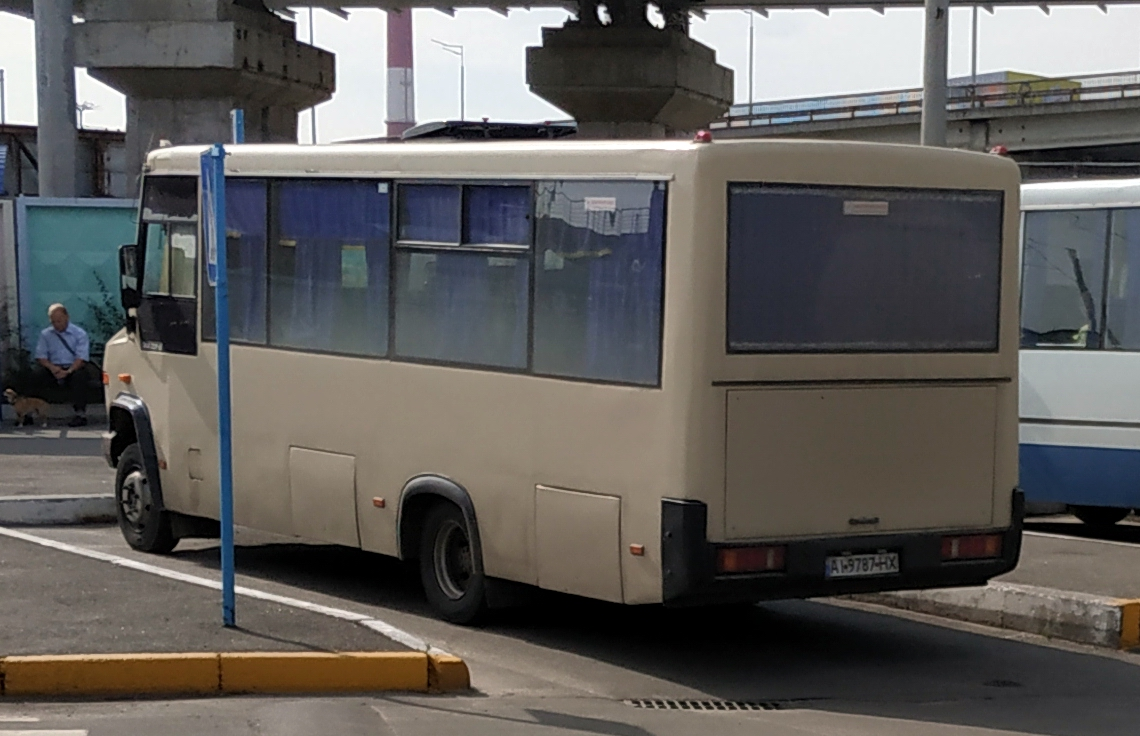
GalAZ 3209.63

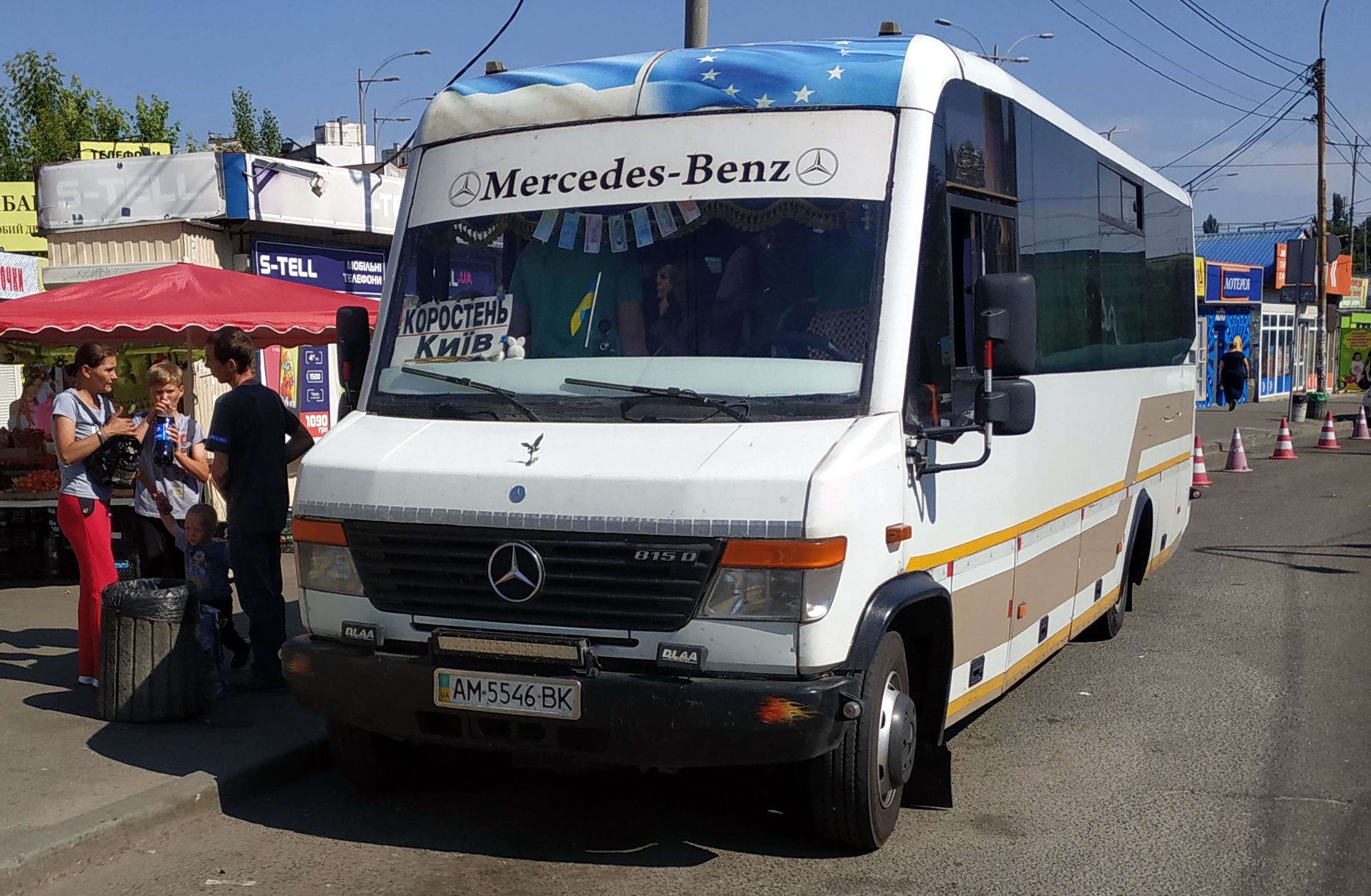
GalAZ A075

За час виробництва було виготовлено декілька модифікацій, що дещо відрізняються між собою:
- ГалАЗ-3209.10 — міжміський автобус з довжиною кузова 7660 мм та колісною базою 4250 мм, 26 сидячих місць (38 автобусів);
- ГалАЗ-3209.60 — міжміський автобус з довжиною кузова 8370 мм та колісною базою 4800 мм, 30 сидячих місць (11 автобусів);
- ГалАЗ-3209.63 — міжміський автобус (3 автобуси);
- ГалАЗ-А075 — міжміський автобус на шасі Mercedes-Benz Vario та Iveco Daily, що виготовлявся в 2012-2014 роках (25 автобусів);
- ГалАЗ-А0756 — міжміський автобус на шасі Mercedes-Benz Vario, що виготовлявся в 2013 році (2 автобуси);
- ГалАЗ-А30751 — автобус на шасі Mercedes-Benz Sprinter (W906) (всього виготовили 1 екземпляр, 2015 рік).

## Технічні характеристики
| Клас                                              | міський автобус                                     |
| Виробник                                          | "ГалАЗ"                                             |
| Випускається                                      |                                                     |
| Кузов                                             | однозвенний, тримальний, вагонного компонування     |
| Гарантія на кузов                                 |                                                     |
| Ресурс кузова, не менше ніж                       |                                                     |
| Довжина, мм                                       | 7660-8370                                           |
| Ширина по молдінгу, мм                            | 2330                                                |
| Висота, мм                                        | 2820                                                |
| Осі                                               | 2 штуки                                             |
| Колеса                                            |                                                     |
| Шини                                              |                                                     |
| Дорожній просвіт, мм                              |                                                     |
| Колісна база, мм                                  | 4250-4800                                           |
| Споряджена маса, кг                               |                                                     |
| Повна маса транспорту, кг                         | до 7860-8400                                        |
| Передня колія, мм                                 |                                                     |
| Задня колія, мм                                   |                                                     |
| Максимальне навантаження на передню вісь, кг      |                                                     |
| Максимальне навантаження на задню вісь, кг        |                                                     |
| Висота підлоги першої сходинки, см                |                                                     |
| Підвіска, штук і тип                              |                                                     |
| Підйом, який може подолати автобус, %             |                                                     |
| Радіус повороту, ме менше, метри                  |                                                     |
| Настил підлоги                                    |                                                     |
| Поручні                                           | товстого типу з антикорозійною обробкою             |
| Сидіння                                           | м'які, роздільного типу                             |
| Висота салону, см, ззаду/зпереду                  |                                                     |
| Двері                                             | остеклені, одностворчасті поворотно розсувного типу |
| Формула дверей                                    |                                                     |
| Висота дверей, см                                 |                                                     |
| Ширина дверних пройомів у одностворних дверях, см |                                                     |
| Ширина дверних пройомів у двостворних дверях, см  |                                                     |
| Опалення у салоні                                 |                                                     |
| Вентиляція у салоні                               | через люки і зсувні кватирки                        |
| Кермо (з гідропідсилювачем)                       | Mercedes-Benz                                       |
| Сидячих місць, штук                               | 27—30                                               |
| Стоячих місць, штук                               |                                                     |
| Повна місткість, чол                              | 37-38                                               |
| Передній міст                                     | Mercedes-Benz                                       |
| Задній міст                                       | Mercedes-Benz                                       |
| Коробка передач                                   | Mercedes-Benz                                       |
| Число ступенів КП, штук                           | 5                                                   |
| Двигун                                            | дизельний Mercedes-Benz OM 904 LA (ЄВРО 2)          |
| Розташування двигуна                              | зпереду                                             |
| Кількість циліндрів                               | 4                                                   |
| Робочий об'єм, літри                              | 4,25                                                |
| Ємність паливного бака, літри                     |                                                     |
| Відповідність екологічним нормам                  | Euro-2                                              |
| Обертальний момент, Нм                            |                                                     |
| Потужність, кВт.                                  | 100                                                 |
| Охолодження                                       |                                                     |
| Робоча гальмівна система                          |                                                     |
| Зупинкова гальмівна система                       |                                                     |
| Додаткова гальмівна система                       |                                                     |
| Резервна гальмівна система                        |                                                     |
| система ABS                                       | +                                                   |
| Педалі акселератора, гальма і зчеплення           |                                                     |
| Витрати пального                                  | 13,5                                                |
| Час розгону до швидкості 60 км/год, сек           |                                                     |
| Максимальна постійна швидкість руху, км/год       |                                                     |

## Двигуни
| Дизельні |                     |          |          |                                   |                            |
| Модель   | Двигун- код двигуна | Циліндри | Об'єм    | Потужність                        | Крутний момент             |
| Дизельні |                     |          |          |                                   |                            |
| 814D     | OM 904LA            | 4 в ряд  | 4250 см³ | 136 к.с. (100 кВт) при 2200 об/хв | 520 Нм при 1200–1600 об/хв |
| 815D     | OM 904LA            | 4 в ряд  | 4250 см³ | 150 к.с. (110 кВт) при 2200 об/хв | 580 Нм при 1200–1600 об/хв |
| 818D     | OM 904LA            | 4 в ряд  | 4250 см³ | 177 к.с. (130 кВт) при 2200 об/хв | 675 Нм при 1200–1600 об/хв |

## Конкуренти
- Стрий Авто А0756
- БАЗ-А079
- ЗАЗ А07А
- Богдан А092
- Рута 43